# Lac de la Bernatoire
Le lac de la Bernatoire (en espagnol ibón de Bernatuara) est un lac des Pyrénées espagnoles dans la communauté autonome d'Aragon.

## Géographie
Situé à proximité de la frontière franco-espagnole, le lac de la Bernatoire est encadré à l'Ouest par le pic de la Bernatoire (2 518 m), à l'Est par le pic de Gabiet (2 716 m).

### Topographie
C'est un lac de la vallée de Bujaruelo, situé à 2 334 m d'altitude pour une superficie de 1,8 ha.

## Voies d'accès
Le lac est accessible depuis Gavarnie, soit en passant par le port de Boucharo, soit par la vallée d'Ossoue via la petite vallée de la Canau via le col de la Bernatoire.